# Dracula vampira
Dracula vampira (лат.) – вид эпифитных растений рода Дракула (Dracula) семейства Орхидные (Orchidaceae), родом из Эквадора. Растет в основном во влажных тропических биомах.

## Описание
Dracula vampira — эпифит, имеет много стеблей; прямые листья имеют длину от 15 до 28 см. У орхидеи большие отличительные цветы; чашелистики закруглены, верхний угол затянут в тонкий хвостик, длина которого может достигать 11 см. Несмотря на зеленый цвет, чашелистики покрыты многочисленными черновато-фиолетовыми жилками, а хвосты почти полностью черные. Большие чашелистики затмевают лепестки и губу цветка, которые имеют белый цвет и отмечены пурпурными и розоватыми прожилками соответственно.

## Распространение
Произрастает в западном Эквадоре в тропических лесах на высоте от 1800 до 2200 метров в виде эпифита среднего размера.

## Таксономия
Dracula vampira (Luer) Luer, Selbyana 2: 198 (1978).

#### Этимология
Dracula: перевод научного названия dracula — «сын дракона», «маленький дракон», «дракончик». Такое название объясняется формой цветка, напоминающей мордочку маленького дракона или вампира в капюшоне.
vampira: видовой эпитет от слова «вампир»; похожий на вампира.

#### Синонимы
Гомотипные (основанные на одном и том же номенклатурном типе):

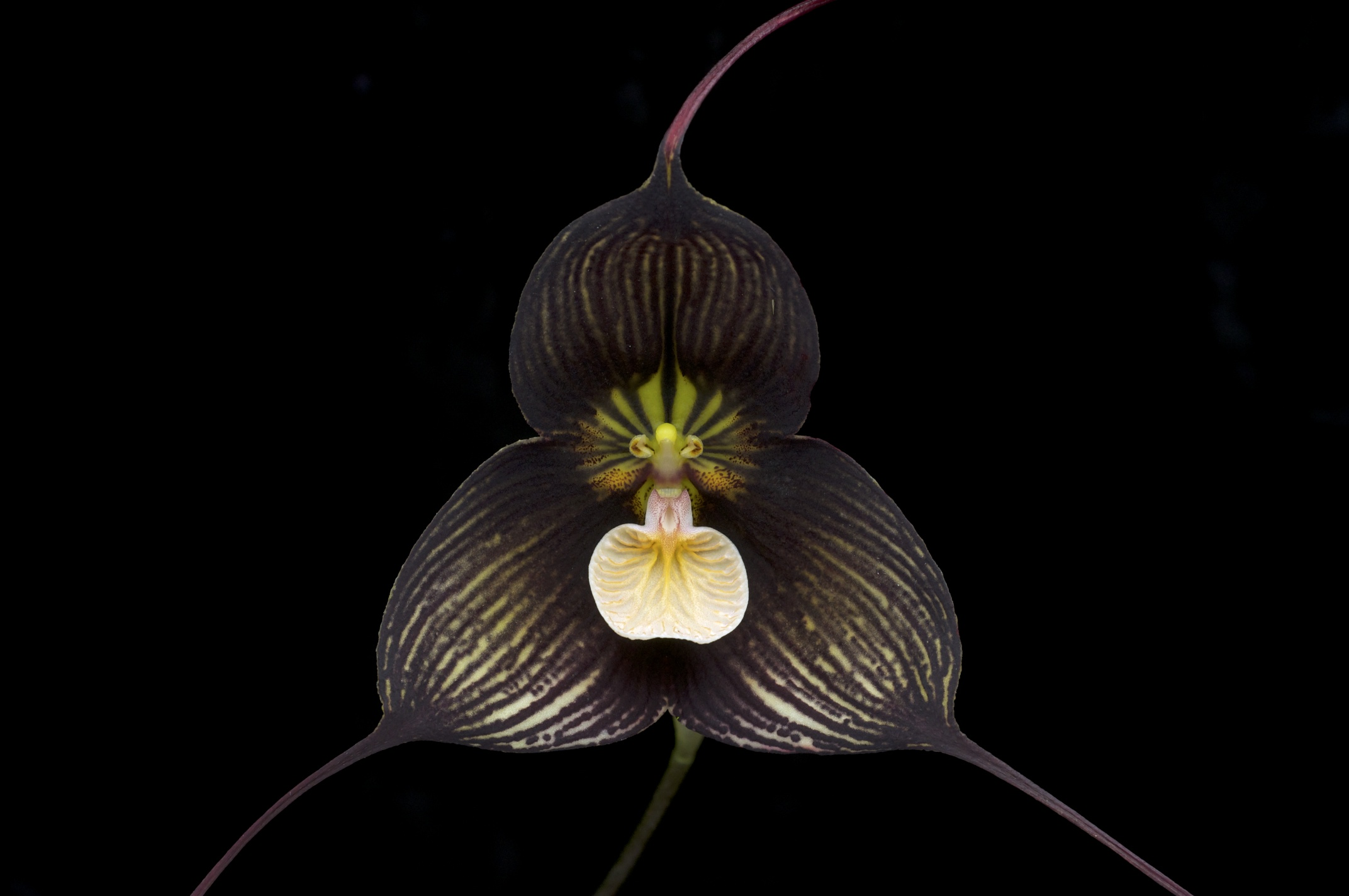
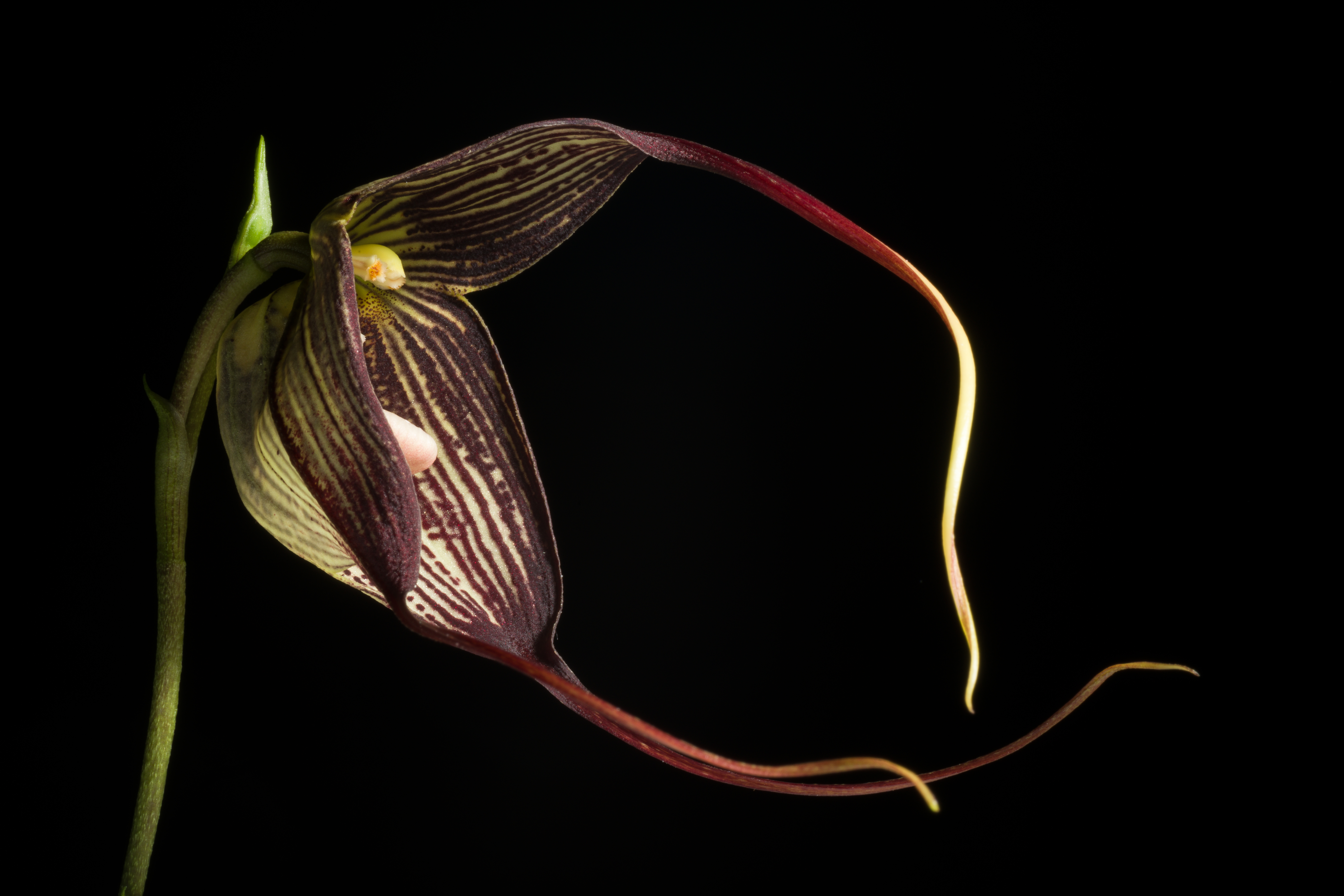
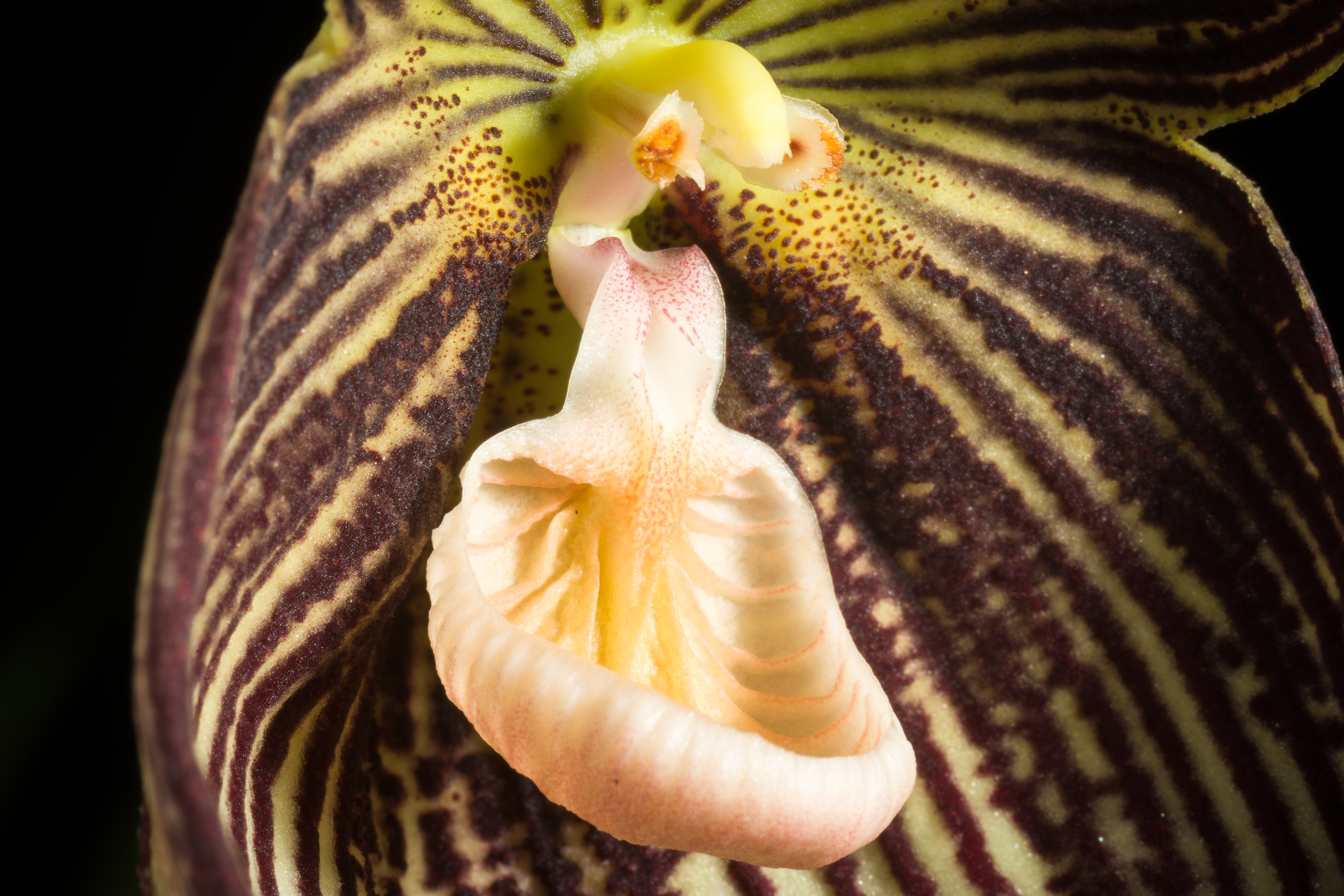
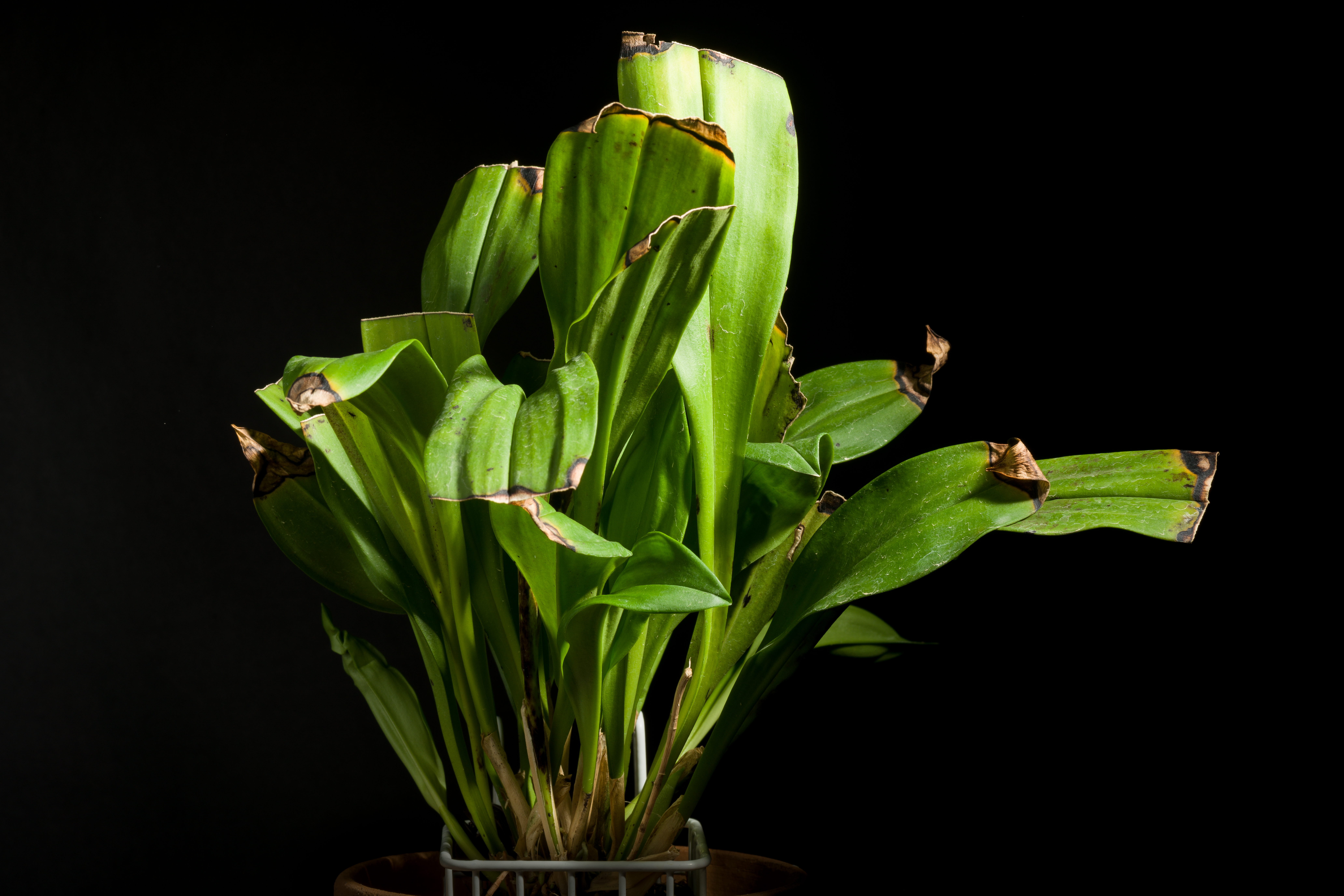

- Masdevallia vampira Luer, 1978